# Quizás
 Quizás è l'ottavo album del cantante spagnolo Enrique Iglesias pubblicato nel 2002.

## Tracce
1. Tres palabras – 4:23
2. Para qué la vida – 4:05
3. La chica de ayer – 3:58
4. Mentiroso' – 3:55
5. Quizás – 4:11
6. Pienso en ti – 4:18
7. Marta – 4:23
8. Suéltame las riendas – 3:55
9. Mamacita – 4:52
10. Mentiroso [Version Mariachi] – 3:51
11. No apagues la luz – 3:49

## Classifiche
| Classifica (2002) | Posizione più alta |
| ----------------- | ------------------ |
| Canada            | 30                 |
| Portogallo        | 4                  |
| Stati Uniti       | 12                 |
| Svezia            | 15                 |
| Svizzera          | 41                 |